# Краснопивцев, Михаил Петрович
Михаил Петрович Краснопи́вцев (3 ноября 1896 года, д. Драчёвка, Курской губернии — 14 февраля 1942 года, д. Вышнее, Мосальский район, Смоленская область, РСФСР, СССР) — советский военачальник, полковник, командир 473-го стрелкового полка 154-й стрелковой дивизии 50-й армии. Погиб в бою.

## Биография
Окончил 3 класса сельской школы в 1908 году. С 13 летнего возраста — на заработках в Таврической губернии, где работал на железной дороге и в сельском хозяйстве.
В 1916 году призван в Российскую императорскую армию. Рядовым солдатом в составе Ладожского 16-го пехотного полка участвовал в Первой мировой войне, получил ранение. В 1917 году прошёл обучение в учебной команде при 4-й пехотной дивизии императорской армии. В августе 1917 года получил звание младшего унтер-офицера.
В марте 1918 года добровольно поступил в Обоянскую караульную роту, одновременно вступив в ряды членов ВКПб. В 1919 году окончил Первые московские пулемётные курсы по подготовке командного состава РККА. Принимал участие в Гражданской войне, с окончанием которой остался в рядах Красной Армии: служил в 7-й стрелковой дивизии имени М. В. Фрунзе и 25-й стрелковой Чапаевской дивизии.
Принимал участие в Советско-финской войне.

## Великая Отечественная война
Командовал 473 стрелковым полком 154 стрелковой дивизии 50 армии.
Начало Великой Отечественной войны встретил под Витебском. Попал в окружение вместе с возглавляемой им частью, но несмотря на ранение, смог вывести её из окружения, выведя к войскам Красной Армии у Брянска. Во время боёв под Витебском был убит старший сын Михаила Петровича — Владлен.
Полк участвовал в обороне Тулы в 1941 году.
В декабре 1941 года в составе подвижной группы одним из первых ворвался в Калугу. Возглавил передовую группу войск, освободившую Калугу.
Погиб при выходе из окружения у деревни Вышнее Мосальского района Калужской области в ночь с 14 на 15 февраля 1942 года.
Похоронен в деревне Гулино Мосальского района Калужской области.

## Награды
- Медаль «20 лет РККА» (1938, № 026999);
- Орден Боевого Красного Замени (октябрь 1941 года за оборону г. Тулы);
- Орден Боевого Красного Замени (декабрь 1941 года за освобождение г. Калуги);
- Орден Отечественной войны 1-й степени (1943, посмертно);
- 25 апреля 2018 года М. П. Краснопивцеву присвоено звание почётного гражданина г. Калуги (посмертно)[5].

## Память

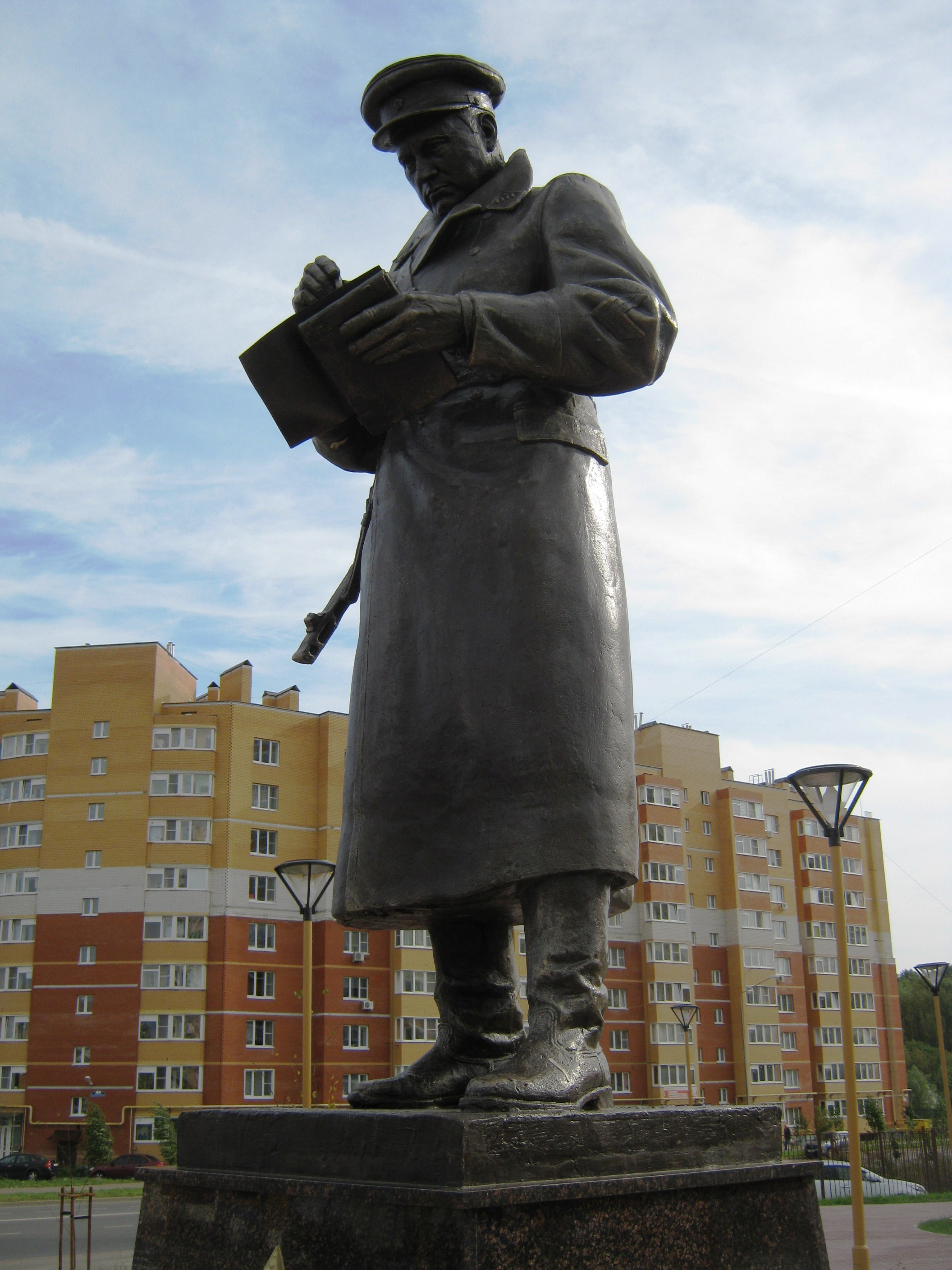
Памятник
М. П. Краснопивцеву
в Калуге

- С конца 1970 года одна из улиц Калуги носит имя М. П. Краснопивцева[6], на улице установлена мемориальная доска.
- В 2012 году в Калуге был создан поисковый отряд имени М. П. Краснопивцева, занимающийся поиском погибших во время Великой Отечественной войны солдат и офицеров РККА[7].
- Памятник полковнику М. П. Краснопивцеву, работы скульптора Д. А. Стретовича, установлен в декабре 2019 года в Калуге на пересечении улиц Фомушина и 65 лет Победы[8], в сквере имени Краснопивцева.